# A Próxima Vítima (telenovela)
A Próxima Vítima é uma telenovela brasileira produzida e exibida pela TV Globo de 13 de março a 3 de novembro de 1995, em 203 capítulos. Substituiu Pátria Minha e foi substituída por Explode Coração, sendo a 50.ª "novela das oito" exibida pela emissora.
Teve a autoria de Silvio de Abreu, com colaboração de Alcides Nogueira e Maria Adelaide Amaral, com direção de Jorge Fernando, Rogério Gomes, Marcelo Travesso e Alexandre Boury, contou com a direção geral e núcleo de Jorge Fernando.
Contou com  as participações de Tony Ramos, Susana Vieira, José Wilker, Aracy Balabanian, Cláudia Ohana, Natália do Vale, Cecil Thiré e Lima Duarte.
Em 2012, foi eleita pelo Portal Terra uma das cinquenta melhores novelas de todos os tempos.

## Sinopse
Marcelo (José Wilker) é um homem aproveitador e mau-caráter, casado por interesse com uma mulher bem mais velha, a rica Francesca Ferreto (Tereza Rachel). No entanto, ele é amante de Ana (Susana Vieira) há vinte anos, com quem tem três filhos. Ela é uma mulher forte, batalhadora e dona de uma cantina italiana. Marcelo também vive um tórrido romance com a jovem, inescrupulosa e fogosa Isabela Ferreto (Claudia Ohana), sobrinha de Francesca e noiva do rico e apaixonado Diego (Marcos Frota), que desconhece seu verdadeiro caráter. 
Na mansão dos Ferreto também moram o casal Eliseo (Gianfrancesco Guarnieri) e Filomena (Aracy Balabanian), irmã de Francesca, que controla os negócios da família com mão de ferro. Dominadora, manipula a vida de muitos personagens, principalmente a do marido, um homem humilhado e submisso. Carmela (Yoná Magalhães), a irmã mais nova de Francesca e Filomena, também vive na mansão. Ambiciosa e ressentida por ter sido abandonada pelo marido, ela vê na filha Isabela sua grande esperança para conseguir um lugar de destaque no mundo. Há também uma quarta irmã, Romana (Rosamaria Murtinho), que sustenta o gigolô Bruno (Alexandre Borges), a quem adotou como filho. Elegante e rica, adora dinheiro e sabe desfrutar muito bem dos prazeres que ele proporciona. Vive há muitos anos na cidade de Florença. Tem um temperamento forte como o de Filomena, a quem não suporta, sendo a única mulher da trama com personalidade e força para enfrentá-la.
Com o passar do tempo, Francesca descobre o romance entre Marcelo e Ana e fica inconformada com o fato de ele ter três filhos com a amante. Convencidos por Filomena, Marcelo e Ana partem para uma viagem para Itália em lua de mel. Francesca, ao descobrir, resolve viajar para surpreender seu marido com a amante e surge a notícia de que ela foi morta por envenenamento na própria sala do aeroporto.
Uma série de assassinatos, aparentemente sem motivo e conexão entre si, ocorre no desenrolar da trama. Instigada com a sequência de mortes inexplicáveis, a jovem estudante de direito Irene (Vivianne Pasmanter) tenta descobrir não só o assassino, mas quem será a próxima vítima. Ela inicia uma minuciosa investigação dos fatos, depois de ter o pai e a tia também assassinados, e descobre uma lista com códigos. É a famosa lista do horóscopo chinês, com a data de nascimento de todas as sete vítimas. Enquanto Irene trabalha como detetive, novas mortes vão acontecendo. A lista do horóscopo chinês, recebida pelas vítimas antes do crime, é só o que há de comum entre todas as mortes.

### Mortes
| Número | Personagem                    | Interpretado por         | Como morreu | Signo do horóscopo chinês | Capítulo                                                    |
| ------ | ----------------------------- | ------------------------ | --- | ------------------------- | ----------------------------------------------------------- |
| 1      | Giggio de Angelis             | Carlos Eduardo Dolabella | Morte que ocasionou as demais. Ele foi assassinado a tiros em 1968. Em 1995, foi por queima de arquivo. Em 2000, foi por vingança.                                                             |                           | Antes do início da novela (só mostrada no último capítulo). |
| 2      | Leontina Mestieri             | Maria Helena Dias        | A sela do cavalo no qual andava foi afrouxada de propósito. Ela caiu e bateu a cabeça em uma pedra.                                                                                            | Javali                    | Antes do início da novela (só mostrada no último capítulo). |
| 3      | Paulo Soares/Arnaldo Roncalho | Reginaldo Faria          | Foi atropelado pelo Opala preto. Foi a primeira morte mostrada ao público. | Cavalo                    | Capítulo 1 (13/03/1995)                                     |
| 4      | Hélio Ribeiro                 | Francisco Cuoco          | Foi envenenado por um uísque na sala VIP do aeroporto | Tigre                     | Capítulo 6 (18/03/1995)                                     |
| 5      | Josias da Silva               | José Augusto Branco      | Foi empurrado na linha do trem | Cão                       | Capítulo 35 (21/04/1995)                                    |
| 6      | Júlia Braga                   | Glória Menezes           | Seu Uno foi fechado pelo Opala preto. O assassino saiu do Opala, e apontou uma arma para ela, atirando em seu peito sem lhe dar a menor chance de defesa. Morreu horas mais tarde no hospital. | Serpente                  | Capítulo 60 (20/05/1995)                                    |
| 7      | Ivette Bezerra                | Liana Duval              | Já havia sofrido um atentado e passou a fingir uma total invalidez. Ao ser descoberta pelo assassino, não escapou do segundo atentado e foi morta com uma coronhada em casa.                   | Cabra                     | Capítulo 91 (26/06/1995)                                    |
| 8      | Kléber Noronha                | Antônio Pitanga          | Foi empurrado no poço do elevador do prédio onde morava | Dragão                    | Capítulo 133 (17/08/1995)                                   |
| 9      | Ulisses                       | Otávio Augusto           | Morto numa explosão no depósito de gás da pizzaria |                           | Capítulo 178 (05/10/1995)                                   |
| 10     | Eliseo Giardini               | Gianfrancesco Guarnieri  | Última vítima do assassino, foi asfixiado por monóxido de carbono após levar uma coronhada na garagem da mansão dos Ferreto                                                                    |                           | Capítulo 200 (31/10/1995)                                   |

Paralelo aos assassinatos misteriosos em série, outros dois assassinatos ocorreram na trama.
| Número | Personagem       | Interpretado por   | Como morreu | Capítulo                  |
| ------ | ---------------- | ------------------ | --- | ------------------------- |
| 1      | Andréia Barcelos | Vera Gimenez       | Secretária do Frigorífico Ferreto, assassinada com um tiro por Isabela Ferreto e teve seu carro jogado numa represa | Capítulo 117 (26/07/1995) |
| 2      | Romana Ferreto   | Rosamaria Murtinho | Foi afogada por Bruno na piscina da mansão dos Ferreto enquanto estava dopada. Bruno executava um plano de Isabela  | Capítulo 190 (19/10/1995) |

## Elenco
| Ator/Atriz              | Personagem                               |
| ----------------------- | ---------------------------------------- |
| José Wilker             | Marcelo Rossi                            |
| Tony Ramos              | José Carlos Mestieri (Juca)              |
| Susana Vieira           | Ana Carvalho                             |
| Aracy Balabanian        | Filomena Ferreto Giardini                |
| Cláudia Ohana           | Isabela Ferreto Vasconcelos              |
| Natália do Vale         | Helena Braga Ribeiro                     |
| Yoná Magalhães          | Carmela Ferreto Vasconcelos (Cacá)       |
| Gianfrancesco Guarnieri | Eliseo Giardini                          |
| Lima Duarte             | José Mestieri (Zé Bolacha)               |
| Vivianne Pasmanter      | Irene Braga Ribeiro                      |
| Paulo Betti             | Detetive Olavo de Melo                   |
| Marcos Frota            | Diego Bueno                              |
| Cecil Thiré             | Adalberto Vasconcelos                    |
| Vera Holtz              | Quitéria Bezerra (Quitéria Quarta-Feira) |
| Otávio Augusto          | Ulisses Carvalho                         |
| Nicette Bruno           | Antonina Giovanni (Nina)                 |
| Flávio Migliaccio       | Vitório Giovanni (Vitinho)               |
| Antônio Pitanga         | Cléber Noronha                           |
| Zezé Motta              | Fátima Noronha                           |
| Selton Mello            | Antônio Mestieri (Tonico)                |
| Deborah Secco           | Carina Carvalho Rossi                    |
| André Gonçalves         | Sandro Carvalho Rossi (Sandrinho)        |
| Lui Mendes              | Jefferson Noronha                        |
| Norton Nascimento       | Sidney Noronha                           |
| Camila Pitanga          | Patrícia Noronha                         |
| Roberto Bataglin        | Cláudio                                  |
| Pedro Vasconcelos       | Lucas Braga Ribeiro                      |
| Georgiana Góes          | Yara Mestieri                            |
| Eduardo Felipe          | Giulio Carvalho Rossi                    |
| Lugui Palhares          | Adriano Raposo do Amaral                 |
| Mila Moreira            | Carla Marcondes                          |
| Isabel Fillardis        | Rosângela Moraes                         |
| Patrícya Travassos      | Solange Lopes                            |
| Vera Gimenez            | Andrea Barcelos                          |
| Victor Branco           | Alfredo                                  |
| Lídia Mattos            | Diva                                     |
| Liana Duval             | Ivete Bezerra                            |
| Edgard Amorim           | Miroldo (Miro)                           |
| Andréa Avancini         | Teca                                     |
| Nizo Neto               | Marco                                    |
| Marcelo Barros          | Cuca                                     |
| Washington Gonzalez     | Duda Maluco                              |
| Catarina Abdalla        | Marizete                                 |
| Lucy Mafra              | Alcina                                   |
| Renata Schumann         | Sabrina                                  |
| Dalmo Cordeiro          | Giba                                     |
| Hilda Rebello           | Zulmira                                  |
| Patrick de Oliveira     | Ariclenes Bezerra Mestieri (Arizinho)    |

### Participações especiais
| Ator/Atriz               | Personagem                                       |
| ------------------------ | ------------------------------------------------ |
| Tereza Rachel            | Francesca Ferreto Rossi (Cesca)                  |
| Francisco Cuoco          | Hélio Ribeiro                                    |
| Glória Menezes           | Júlia Braga                                      |
| Rosamaria Murtinho       | Romana Ferreto                                   |
| Alexandre Borges         | Bruno Biondi / Bruno Carvalho                    |
| José Augusto Branco      | Josias                                           |
| Reginaldo Faria          | Paulo Soares / Arnaldo Roncalho                  |
| Carlos Seidl             | um dos advogados da Família Ferreto              |
| Carlos Eduardo Dolabella | Giggio De Angelis                                |
| Maria Helena Dias        | Leontina Giovanni Mestieri                       |
| Emiliano Queiroz         | Antônio Quintela                                 |
| Ênio Santos              | médico de Marcelo                                |
| Castro Gonzaga           | Pedro Roncalho                                   |
| Leonardo José            | Dr. Zaidan                                       |
| Dandara Guerra           | Isabela (criança)                                |
| Danielle Winits          | Ana (jovem)                                      |
| Élcio Romar              | Detetive Eurípedes Lopes                         |
| Gilberto Sálvio          | pai de Ana e Ulisses                             |
| Jaime Leibovitch         | Terapeuta de Helena                              |
| Jonas Bloch              | Delegado Régis                                   |
| Vânia Alexandre          | Moradora da favela dominada por Duda Maluco      |
| Jorge Lucas              | um dos policiais que prendem Tonico              |
| Mauro Mendonça           | Otávio Bueno                                     |
| Tânia Scher              | Márcia Bueno                                     |
| Marco Miranda            | Dr. Edson                                        |
| Marcus Alvisi            | Dr. Milton                                       |
| Ricardo Warnick          | Pedro Paulo                                      |
| Cláudio Macdowell        | José Celso                                       |
| Denise Del Cueto         | dona Clarisse                                    |
| Samir Murat              | Roberval Correa                                  |
| Lafayette Galvão         | Dr. Osnir                                        |
| José Steinberg           | Sérgio                                           |
| Norma Geraldy            | Úrsula Ferreto                                   |
| Vanda Lacerda            | Anunciata Ferreto                                |
| Lícia Magna              | Magda Ferreto                                    |
| Susana Werner            | Liane                                            |
| Renata Vasconcellos      | Modelo                                           |
| Antônio Fagundes         | Dr. Astrogildo                                   |
| Cláudia Raia             | Mulher misteriosa assassinada no último capítulo |

## Produção
|                                                                                 |  |  |
| Os bairros da Mooca e do Bixiga serviram de cenário para as gravações externas. |  |  |

Conhecido por usar comédia escrachada em suas novelas, Silvio de Abreu teve que mudar de lado ao escrever uma trama totalmente oposta às que ele escreveu anteriormente.
| “                                                                      | Em todas as novelas que já fiz, a ótica principal era a da comédia em todos os seus tipos possíveis. Agora a ótica é policial e a novela vai ser levada a sério no sentido dramático | ” |
| — O autor Silvio de Abreu à Folha de S.Paulo de 20 de novembro de 1994 | |   |

Idealizada como uma produção neo-realista, o drama policial foi colocado como fio condutor da história. O objetivo era mostrar tudo de maneira natural, sem uso de efeitos especiais ou relacionados, juntando a isso o clima de suspense com romance policial.
| “                                                                       | Não tem mais chão abrindo, carro explodindo. Esta novela é muito mais neo-realista, sem aquela coisa de movimentação frenética de câmera | ” |
| — O diretor Jorge Fernando ao Folha de S.Paulo de 15 de janeiro de 1995 | |   |

A cidade de São Paulo voltava a ser locação em uma "novela das oito", depois de quase cinco anos. A última havia sido Meu Bem, Meu Mal em 1990. Os bairros da Mooca e do Bixiga foram os mais salientados, devido à grande concentração de descendentes de italianos. Além de servirem de cenário para muitas gravações, também foram inspiração para as cidades cenográficas da novela.
As gravações na Itália, mais precisamente nas regiões de Nápoles, Sorrento, Costa Amalfitana e ilha de Ischia começaram em dezembro de 1994. Participaram dessas primeiras rodagens, os atores Suzana Vieira, José Wilker e Glória Menezes.
O autor Silvio de Abreu retratou os negros da novela como pessoas de classe média alta, indo em contrapartida a trabalhos exibidos anteriores. A intenção do autor era não criar polêmicas, e mostrar uma segunda face da moeda que não era tão explorada na televisão.
Devido à grande repercussão sobre o final da novela, o diretor Jorge Fernando cogitou exibir as principais cenas (como a revelação do verdadeiro assassino) ao vivo dentro dos estúdios. Porém ele desistiu da ideia, pois alguns atores tinham compromissos artísticos a cumprir. A solução encontrada foi gravar o final duas horas antes de ir ao ar, para evitar vazamentos.
Foram gravados dois finais principais sobre a identidade do assassino: no primeiro (exibido originalmente), o assassino Adalberto (Cecil Thiré) matava as testemunhas de um assassinato cometido por ele mesmo em 1968; já no segundo (exibido na reprise de 2000 e internacionalmente), Ulisses (Otávio Augusto) matava as testemunhas que tinham deixado seu pai ser preso por um crime que não havia cometido. Para a versão internacional, na época foi noticiado que seriam gravados mais 3 finais diferentes, além do original, porém isto não se confirmou.
O ator Paulo Betti se inspirou no detetive Peter Falk, do filme "Asas do desejo" para compor seu personagem.
A telenovela foi acusada de plágio pelo escritor e advogado Péricles Crispim. Segundo ele, a novela foi baseada em Por um Raio de Luz, sinopse que ele enviou à Globo em 1991. Ele entrou na Justiça pedindo a suspensão da novela, porém teve seu pedido indeferido.

## Exibição
Foi reprisada no Vale a Pena Ver de Novo de 10 de julho a 8 de dezembro de 2000, em 110 capítulos, substituindo Tropicaliente e antecedendo Roque Santeiro.
Foi reexibida na íntegra pelo Viva de 9 de setembro de 2013 a 18 de junho de 2014, substituindo Renascer e sendo substituída por A Viagem, às 16h15. A partir de 17 de fevereiro de 2014, a TV Globo inverteu os horários do Vale a Pena Ver de Novo e Sessão da Tarde, fazendo com que o Viva apresentasse A Próxima Vítima mais cedo, às 14h30, para que o público acompanhe as novelas nas duas emissoras do Grupo Globo.

### Outras mídias
Em 26 de setembro de 2022, foi disponibilizada na íntegra pelo Globoplay, como parte do Projeto Resgate. Com o capítulo final alternativo da reprise de 2000 também sendo disponibilizado.

## Repercussão
A trama abordou a história de uma família de negros de classe média alta, com um detalhe muito chamativo: uma demonstração rara de consciência racial perante os costumes da sociedade brasileira daquela época. Sidney e o pai não gostavam do namoro de sua irmã e filha mais nova Patrícia com um jovem branco e louro, em contraponto ao mito fundador da cultura comportamental brasileira que prega que a mistura racial anula o racismo. Uma pesquisa comprovou que os telespectadores apontavam como real as situações vividas por essa família. Eles também consideravam como positiva a maneira como a classe negra estava sendo abordada na novela.
O ator André Gonçalves, que interpretava o homossexual Sandrinho afirmou que, por conta do seu personagem, sofria constantes ameaças e xingamentos, chegando até a ser agredido nas ruas.
Uma das cenas mais marcantes da novela aconteceu no capítulo 50, exibido em 9 de maio de 1995, quando Isabela é empurrada da escada da mansão por Diego no dia do seu casamento, logo depois de descobrir que Isabela o traía com Marcelo. Outra sequência de cenas chocantes foi no capítulo 171, exibido em 27 de setembro de 1995: depois de descobrir que Isabela o traia, Marcelo começa a cortá-la com uma faca, deixando-a toda machucada e desfigurada. Esta última cena foi considerada altamente misógina, e foi o estopim para que um grupo de feministas se manifestasse contra a novela acerca do excesso de agressões que a personagem Isabela sofria. O argumento principal foi de que a novela banalizava a violência contra a mulher. Respondendo às críticas, o autor Sílvio de Abreu afirmou que a personagem estava sofrendo os castigos por ser uma vilã, e que segundo ele, "o mal não tem sexo".
O assunto sobre quem era o assassino da trama gerou polêmicas nos capítulos finais, inclusive entre as classes política e sindical. Alguns senadores e líderes sindicais chegaram a palpitar sobre a identidade do verdadeiro assassino.

## Audiência
| Horário              | # Eps. | Estreia             | Estreia           | Final                 | Final           | Posição | Temporada | Classificação geral |
| Horário              | # Eps. | Data                | Primeiro capítulo | Data                  | Último capítulo | Posição | Temporada | Classificação geral |
| -------------------- | ------ | ------------------- | ----------------- | --------------------- | --------------- | ------- | --------- | ------------------- |
| Segunda—Sabádo 20:40 | 203    | 13 de março de 1995 | 52                | 3 de novembro de 1995 | 64              | #1      | 1995      | 51                  |

O primeiro capítulo da trama obteve 53 pontos de média. A menor audiência da trama é de 33 pontos, alcançada no dia 21 de junho de 1995.
Nos dias 25 de outubro e 31 de outubro de 1995, a trama bateu recorde. Foram registrados 58 e 60 pontos em ambos os dias.
Seu último capítulo teve média de 62 pontos, ainda que uma alta audiência, frustrou a Globo, que esperava 70 pontos. Mesmo assim, terminou com a maior audiência de um último capítulo de novela das oito em 3 anos, desde De Corpo e Alma
A trama teve média de 47 pontos, tornando-se um sucesso.

## Trilha sonora

### Nacional
Capa:  Camila Pitanga
| N.º | Título                                               | Música                                         | Personagem                  | Duração |  |
| 1.  | "Quem é Você"                                        | Simone                                         | Tema de Carmela             | 3:10    |  |
| 2.  | "Sereia"                                             | Lulu Santos                                    | Tema de Carina              | 4:34    |  |
| 3.  | "Pacato Cidadão"                                     | Skank                                          | Tema de Tonico              | 4:03    |  |
| 4.  | "Trilhas (Traces)"                                   | Guilherme Arantes                              | Tema de Helena              | 3:27    |  |
| 5.  | "Happy Hour"                                         | Eduardo Dusek                                  | Tema de Patrícia            | 4:05    |  |
| 6.  | "Aliás"                                              | Djavan                                         | Tema de Marcelo             | 3:21    |  |
| 7.  | "Vítima"                                             | Rita Lee & Roberto de Carvalho                 | Tema de abertura            | 4:17    |  |
| 8.  | "Pareço Um Menino"                                   | Fábio Jr.                                      | Tema de Zé Bolacha          | 4:28    |  |
| 9.  | "Aleluie-me, Baby"                                   | Bad Girls                                      | Tema de Isabela             | 4:05    |  |
| 10. | "Catedral (Cathedral Song)"                          | Zélia Duncan                                   | Tema de Irene               | 2:50    |  |
| 11. | "Alguém Que Olhe Por Mim (Someone To Watch Over Me)" | Cauby Peixoto (part. esp. Gal Costa)           | Tema de Sidney              | 3:45    |  |
| 12. | "Io Che Amo Solo a Te"                               | Sergio Endrigo                                 | Tema de Ana                 | 3:47    |  |
| 13. | "Estação São Paulo"                                  | Adriana Ribeiro (part. esp. Demônios da Garoa) | Tema de Locação - São Paulo | 3:16    |  |
| 14. | "E Lucevan Le Stelle"                                | Fernando Portari                               | Tema de Juca                | 3:14    |  |

### Internacional
Capa: Selton Mello
| N.º | Título                     | Música               | Personagem                         | Duração |  |
| 1.  | "Black Roses"              | Inner Circle         | Tema de Irene                      | 4:34    |  |
| 2.  | "I Live My Life for You"   | Firehouse            | Tema de Ana                        | 4:18    |  |
| 3.  | "Be My Lover (Radio Edit)" | La Bouche            |                                    | 4:00    |  |
| 4.  | "I Got a Name"             | Jim Croce            | Tema de Zé Bolacha                 | 3:08    |  |
| 5.  | "More Than a Woman"        | Flava To Da Bone     | Tema de Isabela                    | 4:02    |  |
| 6.  | "Bizarre Love Triangle"    | Frente!              | Tema de Carmela                    | 1:58    |  |
| 7.  | "No More I Love You's"     | Annie Lennox         | Tema de Helena                     | 4:50    |  |
| 8.  | "Let's Stay Together"      | Bobby Ross Avila     | Tema de Patrícia                   | 4:40    |  |
| 9.  | "Holding On To You"        | Terence Trent D'Arby | Tema de Bruno                      | 6:00    |  |
| 10. | "Around The World"         | East 17              | Tema de Tonico e Carina            | 4:30    |  |
| 11. | "That's The Way"           | Double You           |                                    | 3:20    |  |
| 12. | "Independent Love Song"    | Scarlet              | Tema de Sidney e Carla             | 3:48    |  |
| 13. | "Tough Girl"               | Martine              |                                    | 4:30    |  |
| 14. | "Fotonovela"               | Alexis San Nicolas   | Tema de locução: Boate de Quitéria | 4:17    |  |

## Prêmios e indicações
APCA (1995)
- Melhor novela[84]
- Melhor atriz - Aracy Balabanian (Empatada com Laura Cardoso por Irmãos Coragem)[84]
- Melhor ator coadjuvante - Flávio Migliaccio[84][85]

Prêmio Contigo! (1996)
- Melhor novela[86]
- Participação especial feminina - Rosamaria Murtinho[86]
- Participação especial masculina - Alexandre Borges[86]
- Melhor vilã - Cláudia Ohana[86]
- Melhor figurino - Helena Brício[86]
- Melhor autor - Sílvio de Abreu[86]
- Melhor diretor - Jorge Fernando[86]
- Melhor maquiagem - Lindalva Veronez[86]
- Melhor cenário -[86]
- Melhor abertura - Hans Donner[86]

Troféu Imprensa (1995)
- Melhor novela
- Melhor atriz - Aracy Balabanian